# Boris Wassiljewitsch Legran

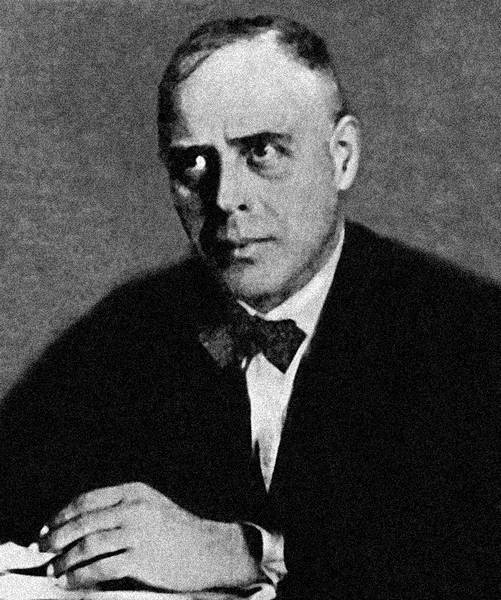
Boris Legran

Boris Wassiljewitsch Legran  (russisch Борис Васильевич Легран, wiss. Transliteration Boris Vasil'evič Legran; * 1884; † 1936 in Leningrad) war ein sowjetischer Diplomat.

## Leben
Legran war Mitglied der Sozialdemokratischen Arbeiterpartei Russlands und später im Leben Mitglied der Kommunistischen Partei der Sowjetunion. Legran war in den 1920er Jahren Botschafter in Armenien. Von 1931 bis 1934 war er Direktor der Eremitage in Sankt Petersburg. Sein Nachfolger im Amt war Joseph Orbeli.
In seiner Zeit als Direktor der Eremitage veräußerte er verschiedene Werke und Gemälde der Eremitage an ein US-amerikanisches Konsortium um den Bankier Andrew W. Mellon sowie an den armenischen Kunsthändler Calouste Gulbenkian.

Verkündigung von Jan van Eyck (1434) erworben von der Eremitage durch Zar Nikolaus I. von Russland im Jahr 1850; verkauft an Andrew Mellon im Juni 1930 für $ 502.899
Die Alba Madonna von Raffael, gekauft durch die Eremitage von Zar Nikolaus I. von Russland im Jahr 1836; verkauft an Andrew W. Mellon durch die Sowjetische Regierung im Jahr 1931 für $1.166.400, der teuerste Verkaufserlös seiner Zeit für ein Gemälde
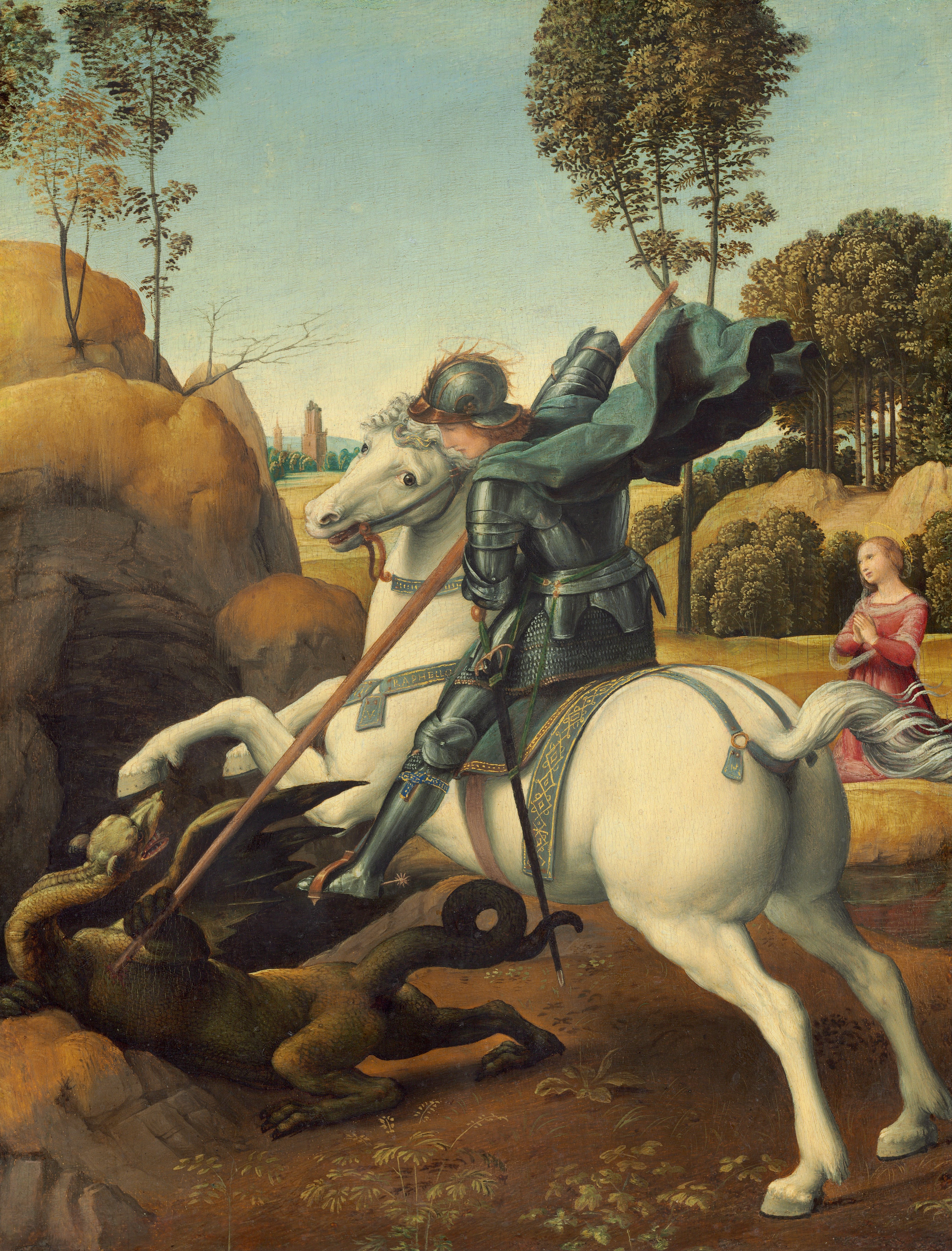
St. Georg und der Drache von Raffael, gekauft für die Eremitage durch Zarin Katharina die Große im Jahr 1772; verkauft an Andrew Mellon im Jahr 1931